# Рауль Гудіньйо
Раль Маноло Гудіньйо Вега (ісп. Raúl Manolo Gudiño Vega, нар. 22 квітня 1996, Гвадалахара, Мексика) — мексиканський футболіст, воротар клубу «Некакса».

## Клубна кар'єра
Вихованець футбольної школи клубу «Гвадалахара».
У дорослому футболі дебютував 2014 року виступами за другу команду португальського «Порту», в якій провів один сезон, взявши участь у 18 матчах чемпіонату. З 2015 року включений до заявки головної команди клубу, однак у складі неї не зіграв жодного матчу в чемпіонаті, тому повернувся до другої команди.
31 серпня 2017 року підписав орендну угоду строком на один сезон із кіпрським клубом «АПОЕЛ». 17 жовтня 2017 року в матчі групового раунду Ліги чемпіонів проти дортмундської «Боруссії» вийшов на заміну Боя Ватермана та став першим мексиканським голкіпером, який зіграв у цьому турнірі.

## Виступи за збірні
2013 року дебютував у складі юнацької збірної Мексики, взяв участь у 12 іграх на юнацькому рівні, пропустивши 14 голів.
З 2015 року залучається до складу молодіжної збірної Мексики.

## Титули і досягнення
- Чемпіон КОНКАКАФ (U-17): 2013